# Fischer Mór (porcelángyáros)
Farkasházi Fischer Móric (Tata, 1799. március 25. – Tata, 1880. február 15.) fazekasmester, porcelánfestő, porcelángyáros, a Ferenc József-rend lovagja; a herendi porcelángyártás felvirágoztatója, Farkasházy Tivadar ükapja.

## Életpályája
Édesapja, Fischer Wolfgang a 18. században Sziléziából érkezett, ahol műhelyházat épített és türelmi adót fizetett. Fia, Fischer Mór Tatán, a Kossuth tér sarkán, a Bercsényi utca 1. számú házban, a 18. század végén épült barokk stílusú manzárdtetős házban született. 1824-ben vette át tatai majolikagyárat Schlögl János Györgytől, s a ház melletti földszintes épületben alakítottak ki helyet az égetőkemencéknek. A Pápán jól jövedelmező keménycserépgyár bérlője volt. Ugyanebben a házban halt meg 1880-ban.

## A porcelángyár
Egy kisvárosban, Nyugat-Magyarországon, Herenden 1826-ban Stingl Vince alapított „porczelán fabrikát”. Kőedény és porcelán előállításával kísérletezett, de nem sikerültek erőfeszítései. Tőke hiányában a tatai Fischer Mórral társult 1839-ben. A gyár akkoriban még kőedénygyártással valamint porcelán előállítási kísérletekkel foglalkozott. Fischer egy év múlva, 1840-től egyedüli tulajdonosa lett a gyárnak. Egy év alatt felépítette a herendi gyár épületeit és a gyártáshoz szükséges legfontosabb berendezéseket, a tüzelőszert és a szükséges nyersanyag nagy részét pedig Herend vidéke szolgáltatta. Ekkor 54 porcelánfestőt, köztük számtalan külföldit alkalmaztak a művészi és üzleti siker érdekében.
Miután sikerült megfelelő keményporcelánt előállítani, a tökéletesség és a minőség a herendi porcelángyártás védjegyévé vált. Ezzel európai hírnévre tett szert a herendi gyár. Termékeiket az 1842-es Első Magyar Iparmű Kiállításon mutatták be, ahol Kossuth Lajos méltatta a porcelánokat: „a honi műipar örvendetes fejleményének díszes jeleként”. 1842-ben elnyeri a „császári, királyi kiváltságos porcelángyári” címet. 1843-ban a felvirágzás első évében azonban nagy baj zúdult a gyárra. Vélhetően gyújtogatás miatt nagy tűzvész pusztított, amelyet egy porcelán tányéron meg is örökítettek. Ennek ellenére az 1843-as országos kiállításon Herend ismét megjelenik és aranyérmet nyert. Majd az 1845-ös bécsi kiállításon, az 1851-es londoni I. Világkiállításon, az 1853-as New York-i, az 1855-ös Párizsi Világkiállításon is bemutatták.
Az 1851-es londoni, valamint az 1867-es párizsi világkiállításon begyűjtött elismeréseknek köszönhetően a megrendelők között nem csak vagyonos emberek voltak (Rotschildok, Esterházyak, Batthyányak, Apponyiak), hanem az európai uralkodóházak tagjai. Név szerint: Viktória angol királynő, Eugénia francia császárné, II. Sándor orosz cár, I. Ferenc József osztrák császár és magyar király, valamint annak öccse Miksa mexikói császár.
A herendi porcelángyár a lehető legjobbkor váltott a minőség irányába. A főúri családok értékes kínai és meisseni készleteik pótlását bízták Fischer Mórra, melyet ő kifogástalan minőségben oldott meg.
1851 és 1875 között a gyár egyértelműen sikeres fénykorát élte, melyet az 1851-es londoni Világkiállítás alapozott meg. Itt a Kristály Palotában lépett először a gyár a világ nagy nyilvánossága elé. Ekkor rendeli meg Viktória angol királynő a kínai hatás alatt készült lepkés-virágos készletet, amely azóta is „Queen Victoria” néven a porcelángyár máig is állandóan gyártott és rendelt terméke.

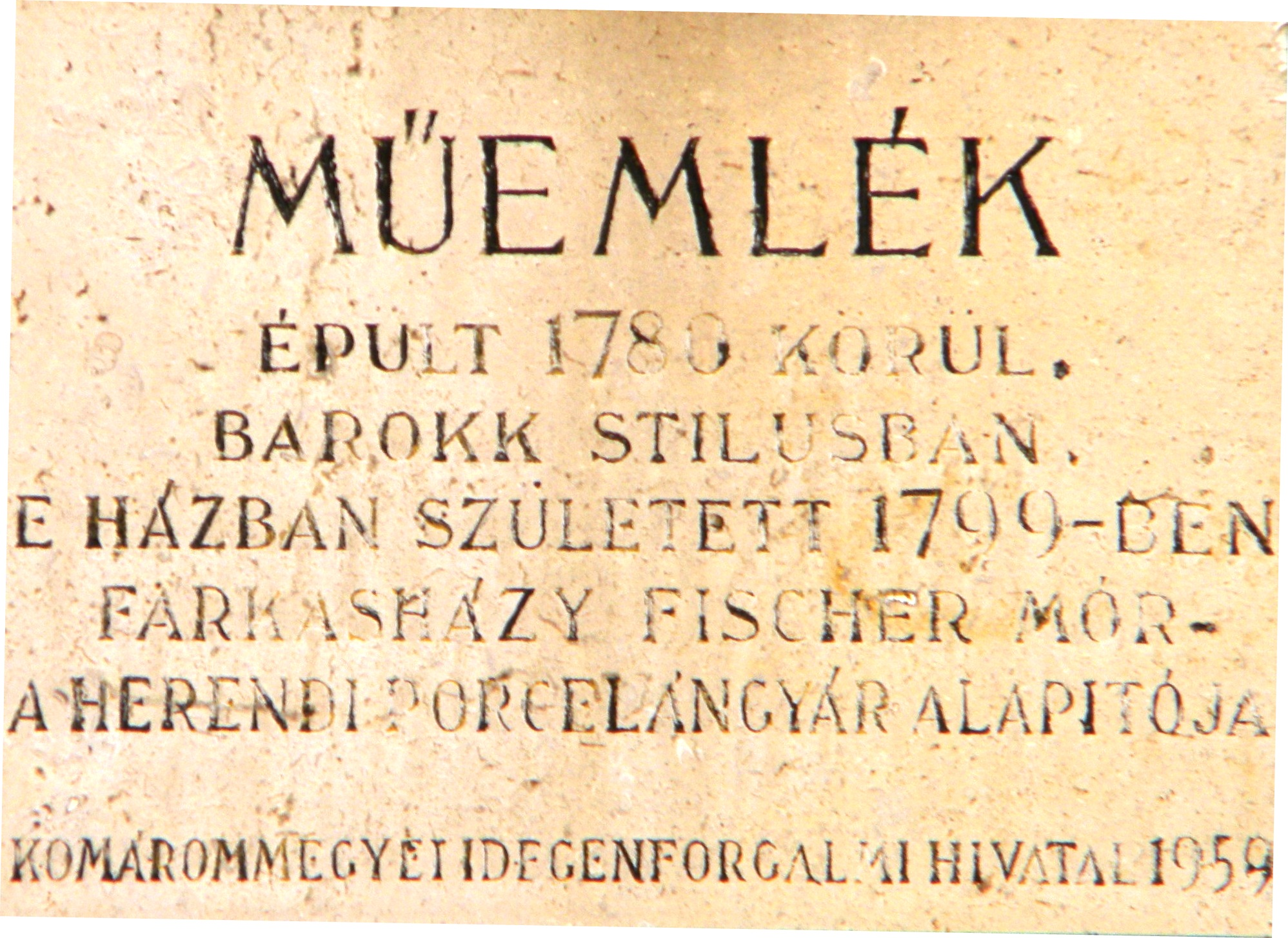
Emléktáblája a szülőháza falán Tatán

1866. április 22.-én Ferenc József magyar király nemességet és családi címert adományozott Fischer Mórnak, a herendi porcelángyár tulajdonosának, aki egyben a Ferenc József rend lovagja is volt. Az 1867-es Párizsi Világkiállításról elhozza az ezüstérmet a herendi porcelán, Fischer Mór pedig a francia becsületrend kitüntetését is megkapta. 1870. május 4.-én I. Ferenc József császár pedig a "farkasházi" nemesi előnevet adományozta Fischer Mórnak, feleségének, Salzer Máriának, és hét fiú- és három leánygyermekének. Fischer Mór a tatai szülőház (Wolfhaus) és apja után a „farkasházi” előnevet választotta.
1870-es években a gazdasági válság hatására egyre kevesebb lett a megrendelés, ami Fischer Mór és fia között feszültséget okozott. Míg az öreg Fischer a herendi porcelánok művészi jellegét kívánta erősíteni, addig fiai a tömegtermelés fontosságát emelték ki. 1872-ben az udvari szállító rangot kapja meg a Herendi Porcelángyár. 1874-ben Mór mégis átadja a gyár vezetését fiainak. Ők azonban az exkluzivitást már kevésbé tartották fontosnak, a tömegtermelésre tértek át. Ennek következtében a gyár hamarosan csődöt jelentett be. A manufaktúra addig dicsősége kissé megkopott.
1880. február 15-én bekövetkezett halála után fia, farkasházi Fischer Sámuel vette át a gyár vezetését, aki a tömegtermelés irányába nyitott a minőség és az igényesség helyett, de ebben a tekintetben nem tudtak versenyre kelni az olcsó cseh porcelánnal. Ezekben az időkben Fischer és Nobel néven működött.
1884-ben a felhalmozott kölcsönök miatt gróf Széchenyi Pál miniszter, és Matlekovics államtitkár közreműködésével a gyárat minden tartozékával együtt az állam megvette. 12 évi adómentesség és kamatmentes kölcsön juttatása mellett még ugyanezen évben, a "Herendi Porcelángyár Rt." néven alakult társaságnak eladta. A részvénytársaság igazgatósági tagjai: gróf Zichy Jenő, gróf Batthyány Géza, dr. Matlekovits Sándor, Hüttl Tivadar és Wahrmann Mór voltak. A gyár vezetését a csehországi Hippmann Ferencre bízták, aki különösebb szaktudással nem rendelkezett, és főként a munkaszervezésben volt járatlan, napszámban dolgoztatta a meglévő munkásokat, így egy tányér festése, gyakran 3 napot is igénybe vett. 1896-ban maga az Állam ajánlotta fel Fischer Mór unokájának, Farkasházy Jenő keramikusnak (aki farkasházi Fischer Dezső (1827-1914) és Pressburger Mária fia volt) a 80 000 Ft-ot érő gyár megvételét 5000 Ft-ért. Farkasházy Jenő képzett keramikus, 1893-tól az ungári porcelángyár művészeti vezetője. Felismerte, hogy Nagyatyja művészi törekvései voltak helyesek, visszatért az 1850-76 között jellemző ó Meisseni-i, keleti, bécsi, sevres-i modorban készült Herendi darabok gyártásához és ismét felvirágoztatta nagyapja egykori üzemét, a külföldön szerzett tapasztalataival. Ezt az 1900-as párizsi és 1901-es szentpétervári kiállítások nagydíja igazolta.
1916-tól 1920 elejéig egyáltalán nem volt Herenden termelés az első világháború következtében. 1923-ban alakul át ismét részvénytársasággá, melynek elnöke haláláig, 1926-ig Farkasházi Jenő volt. Az 1930-as évektől a Herendi porcelánoknak ismét nemzetközi sikerei vannak. A második világháború után az 1948-as államosítás határozta meg a porcelángyár életét.
Az 1993-ban privatizálták a Herendi Porcelánmanufaktúra Rt.-t, azóta szinte minden esztendőben előrukkol esztétikai csodákkal.

## Házassága és gyermekei
Felesége, Salzer Mária, akitől született:
- Fischer Leo (*Tata, 1822. január 20. – †Bécs, 1907. június 4.)
- Fischer Dezső (*1827. – †Tata, 1914. január 20.), 1848-1849-es honvéd hadnagy, a Herendi Porcelángyár munkatársa.[11]
- Fischer Sámuel (*1828. – †Bécs, 1903. január 30.)
- Fischer Géza (*1832. – †Budapest, 1905. május 22.)
- Fischer Vilmos (*1839. – †Budapest, 1921. április 30.)
- Fischer Béla.
- Fischer Terézia.
- Fischer Johanna (Hevesi Bischitz Dávidné)(*Tata, 1827. március 8. – †Budapest, 1898. március 28.)
- Fischer Sabina.

## Emlékezete

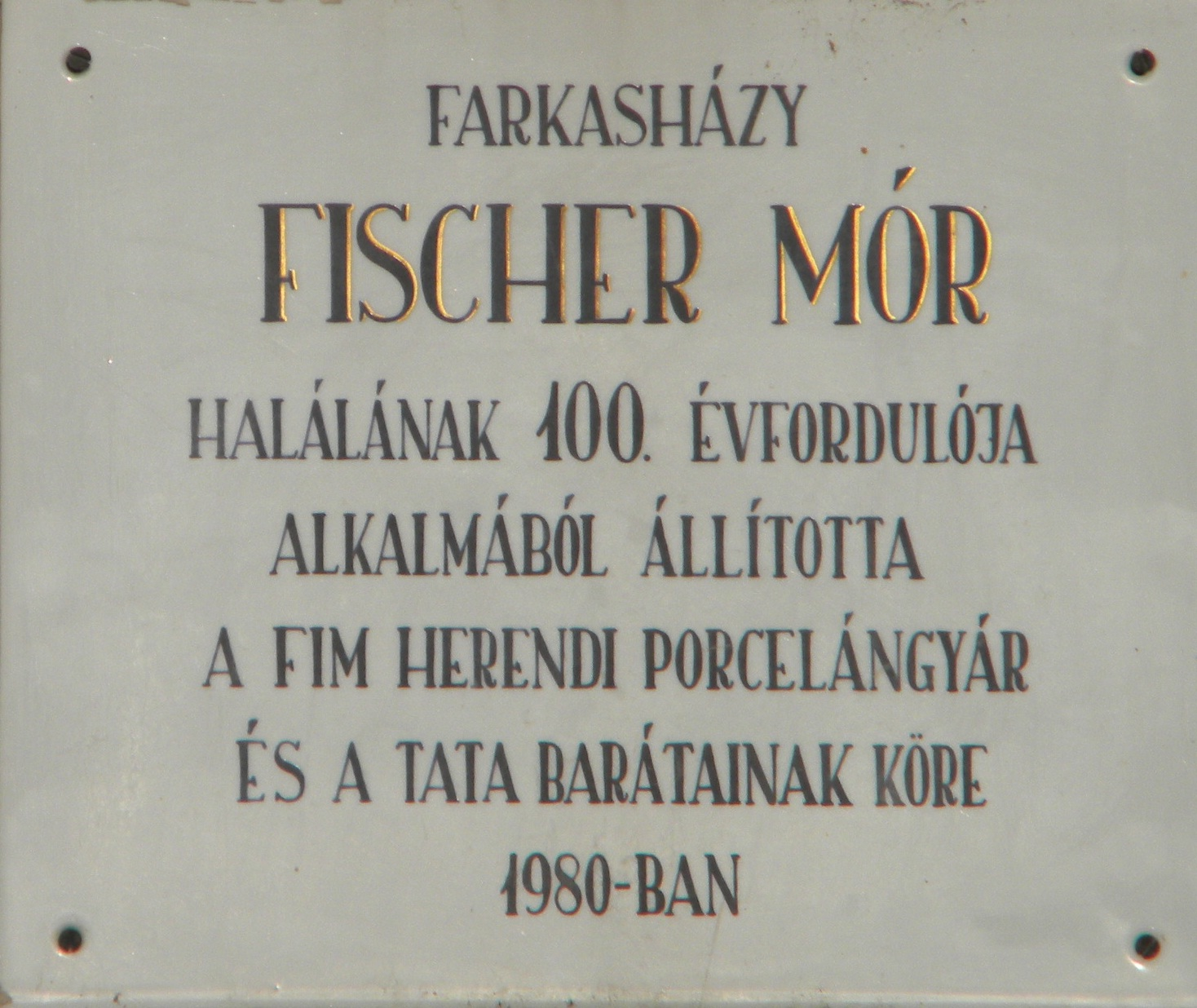
Farkasházy Fischer Mór emléktáblája tatai Fischer-ház falán

- A porcelángyár udvarán mellszobor őrzi a két alapító, Stingl Vince és Fischer Mór emlékét. Mindkét szobor Hanzély Jenő alkotása, amelyeket 2008-ban avattak fel.
- Emléktábla Tatán a Kossuth tér sarkán, a Bercsényi u. 1 sz. ház homlokzatán, a kapubejárat mellett: „Farkasházi Fischer Mór halálának 100. évfordulója alkalmából állította a FIM Herendi Porcelángyár és a Tata Barátainak Köre 1980-ban”
- Emléktábla Tatán a Kossuth tér sarkán, a Bercsényi u. 1. sz. ház udvarra néző, kapubejáró feletti falán: „E házban született 1799. Farkasházi Fischer Mór a herendi Porcelángyár alapítója.”
- Egy porcelán mellszobor Tata Város Önkormányzata Polgármesteri Hivatala Dísztermében.
- Fischer Mór Porcelánipari Szakképző Iskola